# Mateusz Morawiecki
Mateusz Jakub Morawiecki (AFI: [maˈtɛuʂ ˈjakup mɔraˈvjɛt͡skʲi] · ; Breslavia, 20 giugno 1968) è un politico, manager ed economista polacco, Primo ministro della Polonia dall'11 dicembre 2017 all’11 dicembre 2023.
Esponente del partito Diritto e Giustizia, è stato ministro dello sviluppo e ministro dell'economia nel gabinetto di Beata Szydło dal 2015 al 2017. In precedenza, dal 2007 al 2015 è stato presidente di Bank Zachodni. Il 7 dicembre 2017 è stato scelto come nuovo Primo ministro polacco, entrando in carica l'11 dicembre successivo.
Sotto di lui, la Polonia ha avuto un regresso democratico, limitando la libertà di stampa, l'indipendenza della giustizia e altri valori dello Stato di diritto, virando verso forme di autocrazia e autoritarismo.

## Biografia

### Infanzia e formazione
Mateusz Morawiecki è nato il 20 giugno 1968, figlio di Kornel Morawiecki, fondatore e leader di Solidarność Walcząca, un movimento anticomunista clandestino creato nel giugno 1982 a Breslavia in risposta alla repressione contro Solidarność attuata dal regime e all'imposizione della legge marziale in Polonia nel dicembre 1981.
All'età di 12 anni Morawiecki era già attivo nelle attività anticomuniste in Polonia, quando fu coinvolto nel processo di stampa illegale di opuscoli politici. Nell'agosto del 1980 lavora al Biuletyn Dolnośląski ("Bollettino della Bassa Slesia"), una serie di affissioni che contenevano l'elenco delle richieste degli scioperanti dei cantieri di Danzica e un appello per uno sciopero generale a sostegno delle proteste sulla costa settentrionale. Dopo l'annuncio della legge marziale, divenne stampatore e distributore di riviste clandestine legate a Solidarność. Partecipò a manifestazioni politiche fino alla fine degli anni '80. Fu redattore del "Biuletyn Dolnośląski" e attivista dell'Associazione degli studenti indipendenti. Nel 1988 e nel 1989 ha partecipato a uno sciopero presso l'Università di Breslavia.
Morawiecki ha frequentato l'Università di Breslavia (corso in Storia, 1992), il Politecnico di Breslavia (1993), l'Università di economia di Breslavia (Economia aziendale, 1995), l'Università di Amburgo (diritto europeo e integrazione economica, 1995-1997) e l'Università di Basilea (studi europei, 1995-1997). Mentre lavorava al Politecnico di Breslavia, ha studiato all'estero presso la Central Connecticut State University e ha completato anche un corso avanzato presso la Kellogg School of Management della Northwestern University.

### Carriera
Nel 1991 Morawiecki ha iniziato a lavorare per Cogito Co. e ha co-creato due case editrici, Reverentia e Enter Marketing-Publishing. Nello stesso anno ha co-fondato la rivista Dwa Dni (Due giorni). In seguito divenne direttore e redattore capo di quella pubblicazione. Nel 1995 ha completato uno stage presso la Deutsche Bundesbank in Analisi del credito, Ristrutturazione finanziaria, Supervisione bancaria e Supervisione del mercato finanziario. Durante il biennio 1996-97 ha diretto la ricerca bancaria e macroeconomica all'Università di Francoforte. Nel 1998, in qualità di vicedirettore del dipartimento per i negoziati di adesione nel comitato per l'integrazione europea, ha supervisionato e partecipato ai negoziati per l'adesione della Polonia all'Unione europea in numerosi settori, comprese le finanze.
Insieme a Frank Emmert, è l'autore del primo libro di testo nel campo The Law of the European Union pubblicato in Polonia.
Durante gli anni 1996-2004 ha lavorato come docente presso l'Università di economia di Breslavia, e tra il 1996-1998 anche presso il Politecnico di Breslavia. È stato consigliere presso numerose istituzioni di istruzione superiore. Durante gli anni 1998-2001 è stato membro dei consigli di sorveglianza della azienda energetica di Wałbrzych, di Dialog (fornitore di servizi telefonici locali), nonché dell'Agenzia per lo sviluppo industriale. È stato membro dell'Assemblea regionale della Bassa Slesia dal 1998 al 2002.
Dal novembre 1998, lavora per BZWBK (Bank Zachodni WBK Group, Gruppo Santander), dove ha iniziato la sua carriera come Vice Presidente del Supervisory Board, nonché supervisore dell'Ufficio di Analisi Economica e del Dipartimento del Commercio Internazionale. Nel 2001 è diventato amministratore delegato e membro del consiglio di amministrazione. Dal 2007, Morawiecki è stato presidente di Bank Zachodni WBK.
È anche Console onorario d'Irlanda in Polonia, in servizio dal 2008. Nel 2013, Morawiecki ha ricevuto la Croce della libertà e solidarietà. Ha anche ricevuto molti altri riconoscimenti da parte di istituzioni come club economici, università, case editrici e istituzioni culturali nazionali.
Dal 16 novembre 2015 Morawiecki è stato vice-premier e ministro dello sviluppo nel gabinetto di Beata Szydło. Fino al 2016 era indipendente. Nel marzo 2016 è entrato a far parte del partito Diritto e Giustizia.

### Ministro delle Finanze
Il 28 settembre 2016, Morawiecki è stato nominato ministro delle finanze ed è diventato uno dei membri più potenti del governo di Beata Szydło, responsabile del bilancio, delle finanze pubbliche, dei fondi dell'UE e della politica economica generale.
All'inizio del 2016, Morawiecki ha delineato l'ambizioso Piano per lo Sviluppo Responsabile, noto colloquialmente come "Piano Morawiecki", mirato a stimolare la crescita economica e aumentare le entrate per finanziare i generosi piani di spesa del governo, incluso il programma "Famiglia 500+" di benefici per l'infanzia a tutte le famiglie con due o più figli.
Il 18 e 19 marzo 2017, Morawiecki ha preso parte a una riunione dei ministri delle finanze del G20 a Baden-Baden come il primo rappresentante polacco di questo Vertice nella storia.

### Primo ministro (2017-2023)
Il 7 dicembre 2017 Morawiecki è stato designato per succedere alla Szydło come Primo ministro  ed è entrato in carica l'11 dicembre successivo. Da Primo ministro ha rafforzato le tradizionali linee di tendenza della politica polacca, consolidando l'asse con gli Stati Uniti di Donald Trump ritenuto una priorità per Diritto e Giustizia in una fase di aspro confronto con la Russia di Vladimir Putin e, in campo europeo, aumentando il coordinamento con i Paesi del Gruppo di Visegrád.

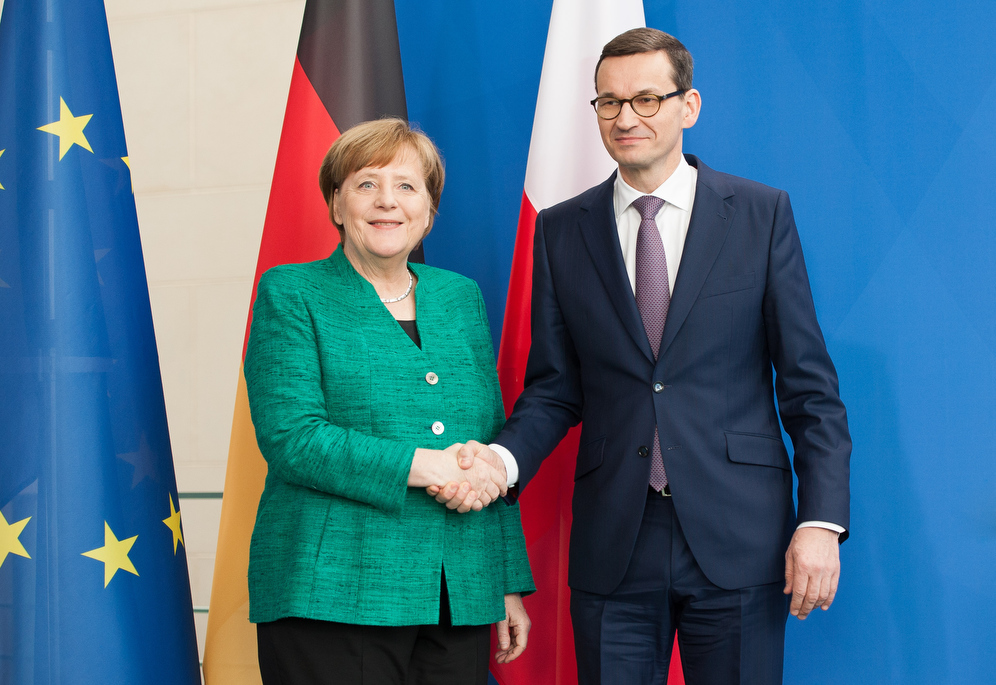
Morawiecki con Angela Merkel, Berlino, febbraio 2018

Nel 2018 ha sostenuto in Parlamento la penalizzazione dell'uso di espressioni che attribuiscono alla Polonia la responsabilità per l'Olocausto o per i crimini nazisti, come "campi di sterminio polacchi", e nel 2021, norme che hanno posto limiti temporali alla rivendicazione dei beni confiscati ai sopravvissuti alla Shoah e i discendenti delle vittime. Per queste politiche la comunità ebraica ha accusato il suo Governo di perpetrare revisionismo storico ed Israele ha ritirato il proprio ambasciatore.
Nel marzo 2018 è entrata in vigore una nuova legge polacca, che vieta quasi tutto il commercio la domenica, con supermercati e la maggior parte degli altri rivenditori chiusi la domenica per la prima volta da quando sono state introdotte leggi liberali sullo shopping nel 1990. La legge era stata approvata dal partito Diritto e Giustizia con il sostegno di Morawiecki.
Come altri leader del Gruppo di Visegrád, Morawiecki si oppone a qualsiasi quota obbligatoria a lungo termine dell'UE sulla ridistribuzione dei migranti. Nel maggio 2018, Morawiecki ha dichiarato: "Le proposte dell'Unione europea che ci impongono quote hanno colpito le fondamenta stesse della sovranità nazionale".
Nel luglio 2018 Morawiecki ha detto che "non si riposerà" fino a quando non sarà stata spiegata "tutta la verità" dei massacri della seconda guerra mondiale in Volinia e Galizia orientale. Tra il 1942 e il 1945, i membri dell'esercito insurrezionale ucraino (UPA) uccisero fino a 100.000 civili nell'odierna Ucraina occidentale.
Sulla questione della Brexit, Morawiecki ha detto alla BBC nel gennaio 2019 che sempre più polacchi stanno tornando in Polonia dal Regno Unito e sperava che la tendenza continuasse per contribuire a stimolare l'economia polacca.
Il 15 settembre 2020 il tribunale amministrativo di Varsavia ha stabilito che la decisione del Primo ministro Mateusz Morawiecki di tenere le elezioni solo per corrispondenza il 10 maggio 2020 era una "grave violazione della legge ed è stata emessa senza motivi [legali]" e violava l'articolo 7 della Costituzione polacca. L'opposizione chiese le dimissioni di Morawiecki.

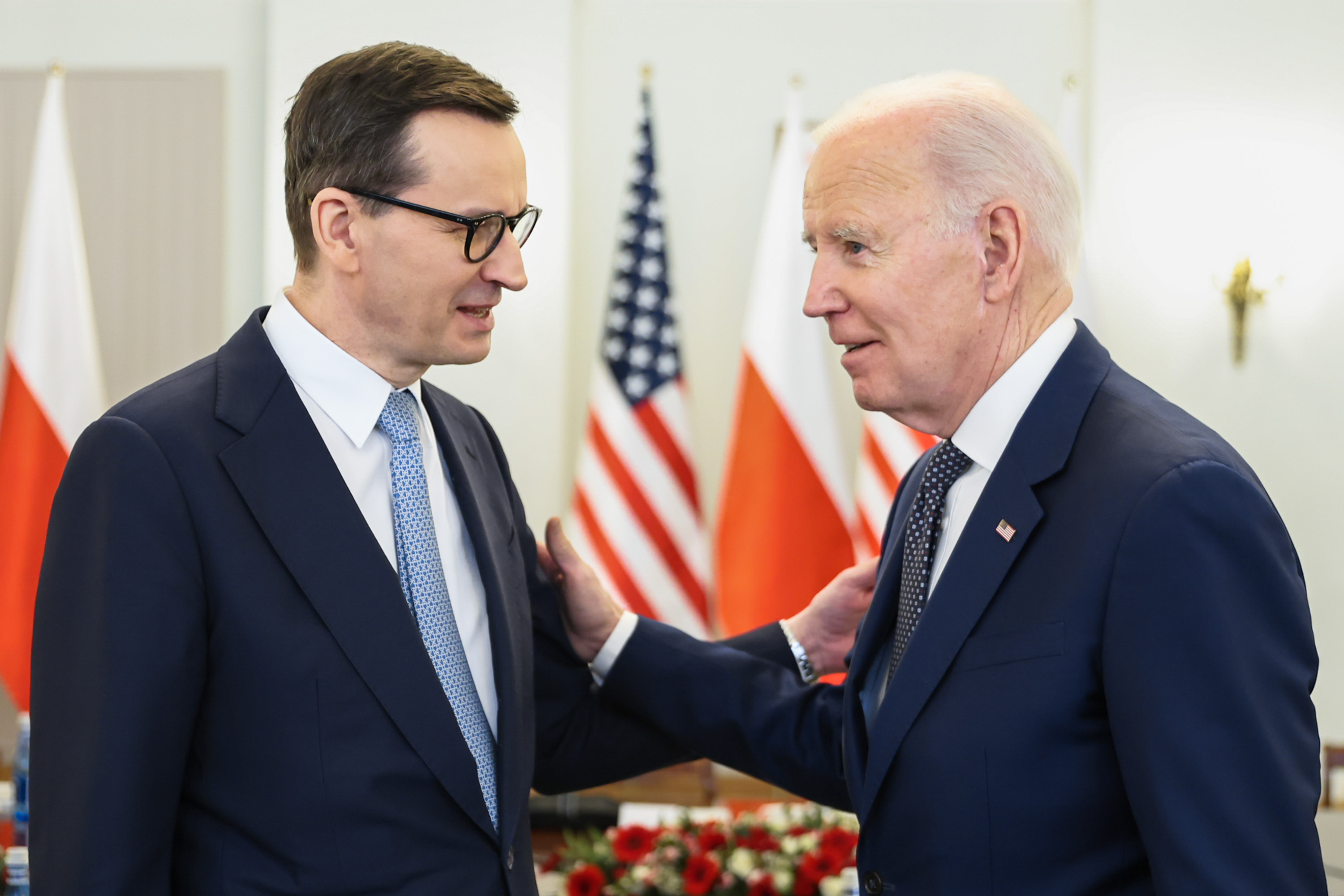
Morawiecki con Joe Biden, Varsavia, 2023

Nell'ottobre 2021, Morawiecki ha accusato l'Unione europea di "ricatto" su diverse questioni; tuttavia, ha minimizzato la possibilità di una "Polexit" e ha affermato che la minaccia di sanzioni economiche era una "sfida diretta".
Nel marzo 2022, Morawiecki ha annunciato che la Polonia sarebbe stata pronta a fornire aerei da combattimento MiG-29 all'Ucraina, ma solo attraverso la NATO nel suo complesso. Ha affermato che una tale decisione doveva essere presa all'unanimità dagli Stati membri della NATO.
La spesa militare della Polonia è aumentata in modo molto significativo dal 2022 e dalla guerra russo-ucraina, passando dall'1,9% del PIL nel 2014 al 3,9% nel 2023, rendendo la Polonia il Paese della NATO che dedica la quota maggiore del suo PIL all'esercito. Si stima inoltre che il Paese spenderà circa 120 miliardi di euro per nuovi armamenti entro il 2035 e aumenterà le dimensioni dell'esercito da 175.000 a 300.000 unità.

### Presidente del Partito dei Conservatori e dei Riformisti Europei
Il 14 gennaio 2025 viene eletto presidente del Partito dei Conservatori e dei Riformisti Europei succedendo al Presidente del Consiglio dei ministri italiana Giorgia Meloni.

## Vita privata
Mateusz Morawiecki è sposato con  Iwona Morawiecka e ha quattro figli: due figlie (Olga e Magdalena) e due figli (Jeremiasz e Ignacy).
Due  zie sposarono uomini ebrei e si convertirono all'ebraismo. Una zia fu salvata durante l'Olocausto ebraico da un Giusto tra le Nazioni.